# Osvaldo Ardiles
Osvaldo César Ardiles (3 d'agost de 1952), sovint conegut al Regne Unit com Ossie Ardiles, és un entrenador de futbol, comentarista i exmigcampista de futbol, que va guanyar la Copa del Món de Futbol de 1978 amb Argentina. Ara dirigeix la seva pròpia escola de futbol al Regne Unit anomenada Escola de Futbol Ossie Ardiles.

## Referències

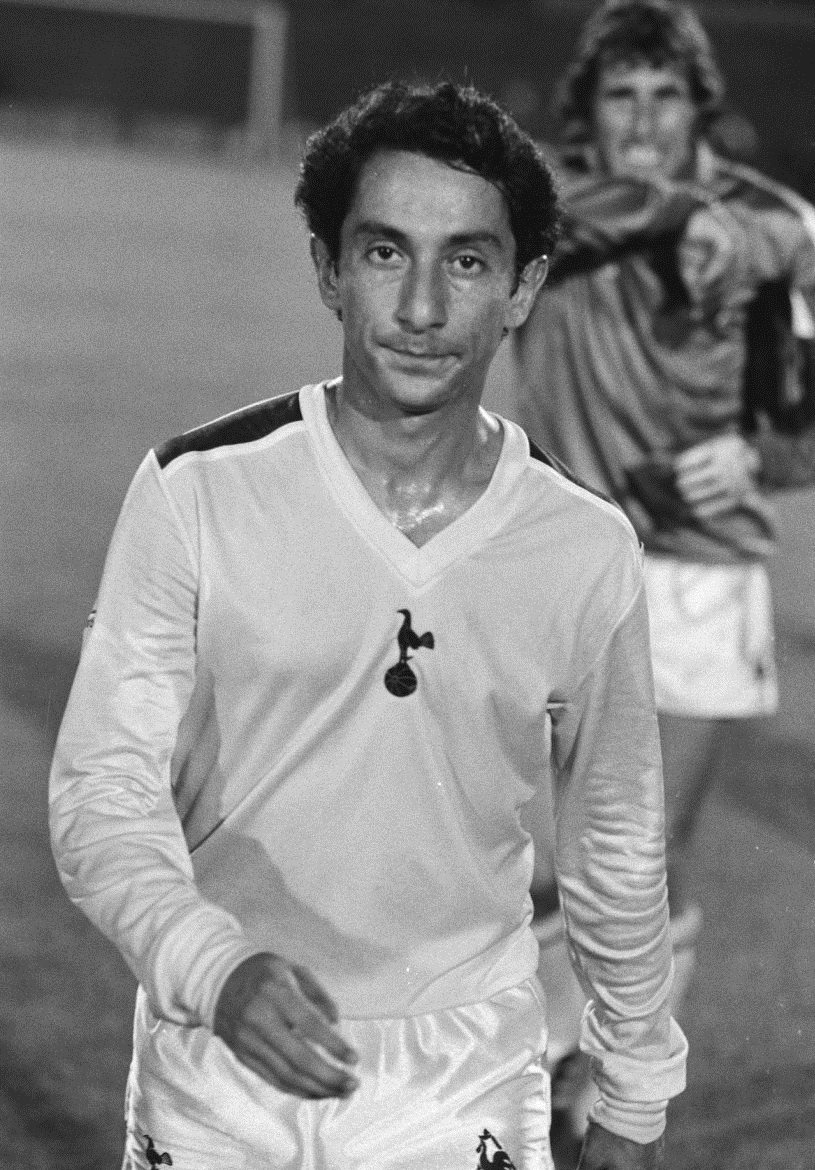
Osvaldo Ardiles el 1981.